# 阿克乔克河
阿克乔克河 ，流经中华人民共和国与哈萨克斯坦交界地区的一条时令河流，发源于哈萨克斯坦东哈萨克斯坦州乌尔扎尔县东北塔尔巴哈台山，自西北向东南，流经阿克乔克(Akchokka)，于加曼齐进入中国新疆维吾尔自治区塔城市，经一六四团团场、一六三团团场、齐巴拉尕什草场汇入乌宗拉尕什河经乌宗拉尕什村后成中哈界河，汇入额敏河。中国境内河长31.02千米。